# Aimé Laussedat
Aimé Laussedat, född 19 april 1819 i Moulins, död 19 mars 1907 i Paris, var en fransk geodet. Han anses vara skapare av fotogrammetrin. Laussedat var professor vid Conservatoire national des arts et métiers. Han var medlem av Franska vetenskapsakademin.